# Napad na Britaniju
Napad na Britaniju je 695. redovna epizoda Zagora objavljena u Srbiji u svesci #227. u izdanju Veselog četvrtka. Na kioscima u Srbiji se pojavila 3. jula 2025. god. Koštala je 450 din (3,84 €; 4,1 $). Imala je 94 strane. Ovo je 3. deo duže epizode, koja je započela u #225.

## Originalna epizoda
Originalna sveska pod nazivom Attacco a Britannia objavljena je premijerno u #695. regularne edicije Zagora u izdanju Bonelija u Italiji 3.6.2023. Epizodu su nacrtali Domeniko i Stefano di Vito, a scenario je napisao Jakopo Rauk. Naslovnu stranu je nacrtao Alesandro Pičineli. Cena sveske na evropskom tržištu iznosila je 5,8 €.

## Kratak sadržaj
Zagor i Čiko, u pratnji poglavice Čake i grupe Seminola, nalaze se na brodu kapetanke Red, koji plovi ka ostrvu Britanija. Njihova misija je da oslobode pripadnike i potomke plemena Manetola, koji su na ostrvu porobljeni pod britanskom kontrolom. Po dolasku u luku Saint George, upadaju u unapred pripremljenu zasedu britanskih vojnika. Nakon kraće borbe bivaju zarobljeni i zatvoreni u tvrđavi Saint George. Ispostavlja se da je izdaja došla iz same posade kapetanke Red, koja je i sama žrtva zavere. Tokom prolaska kroz selo robova, Manetole prepoznaju Zagora, što dodatno komplikuje situaciju. Pukovnik Hejzon obilazi zatvorenike u društvu arogantnog oficira Vesina, zahvaljujući Zagoru što je pomogao da postane guverner ostrva nakon ubistva lorda Ser Makombrija. U međuvremenu, poglavica Čaka priznaje da nije biološki sin Manetolinog poglavice, već usvojeni naslednik. Jedini koji uspeva da izbegne zarobljavanje je Čiko, koji se infiltrira u tvrđavu i oslobađa Zagora i Seminole. Naoružani, zajedno sa ostatkom Manetolina, kreću u odlučujući napad na britanske trupe, čime započinje konačna bitka za oslobođenje ostrva.

## Geografija epizode
Ostrvo „Britanija“, kako je prikazano u stripu, ne postoji u stvarnosti, ali je moguće da je inspiracija bila British Virgin Islands (Britanska Devičanska Ostrva). Ova ostrva su pod britanskom kontrolom od 1672. godine, kada ih je Engleska preuzela od Holanđana, i ostala su britanska kolonija i nakon povlačenja Britanaca iz američkih kolonija krajem 18. veka. U vreme kada se dešava radnja stripa, ostrva su se i dalje nalazila pod britanskom vlašću, što objašnjava prisustvo britanskih vojnika. Danas su BDO britanska prekomorska teritorija sa sopstvenom vladom (od 1967. god), ali pod suverenitetom Ujedinjenog Kraljevstva.

## Povezane epizode
Epizode Zlatne serije Sloboda ili smrt (#284), Do poslednjeg daha (#285), Odabrane priče #69-70 i 73.

## Prethodna i naredna epizoda
Prethodna sveska Zagora u okviru redovne edicije nosila je naslov Legenda o Manetoli (#226), a naredna Ostrvo duhova (#228).

## Fusnote
1. ↑  Spisak epizoda regularne edicije Zagora objavljenih u Veselom četvrtku mogu se pogledati ovde. Spisak svih edicija Zagora u Srbiji i bivšoj Jugoslaviji nalazi se ovde.
2. ↑  https://en.sergiobonelli.it/zagor/2023/05/02/comics/attacco-a-britannia-1023049/ (Pristup 7.7.2025)